# Kingswood, Buckinghamshire
Kingswood är en civil parish i Storbritannien.   Den ligger i kommunen Buckinghamshire och riksdelen England, i den södra delen av landet, 70 km nordväst om huvudstaden London. Antalet invånare är 149.